# گمینا دراگاچ
گمینا دراگاچ (به لهستانی:  Gmina Dragacz) یک گمینا در لهستان است که در شهرستان شفیچه واقع شده‌است. گمینا دراگاچ ۱۱۱٫۱۴ کیلومتر مربع مساحت و ۶٬۸۸۴ نفر جمعیت دارد.